# Paul Krüger
Paul Krüger, född 20 mars 1840 i Berlin, död 11 maj 1926 i Bonn, var en tysk jurist.
Krüger blev professor i Marburg 1871, i Innsbruck 1872, i Königsberg 1874 och i Bonn 1888. Han vann väsentligen rykte som utgivare, tillsammans med Theodor Mommsen, av "Corpus juris civilis" i dess modernt kritiska upplaga (två band 1868–77; band 1, sjunde upplagan, 1893), varvid Krüger särskilt behandlade codex och institutionerna. Likaså utgav han tillsammans med Mommsen och Wilhelm Studemund "Collectio librorum juris antojustiniani". Bland hans vetenskapliga arbeten märks för övrigt Kritische Versuche (1870) och Geschichte der Quellen und Litteratur des römischen Rechts (1888).